# Kishibe no Tabi
Kishibe no Tabi (岸辺の旅, Rumo à Outra Margem (título em Portugal) ou Para o Outro Lado (título no Brasil)) é um filme japonês do género drama romântico, realizado e escrito por Kiyoshi Kurosawa e Takashi Ujita com base no romance homónimo de Kazumi Yumoto. Foi exibido na secção Un certain regard do Festival de Cannes a 17 de maio de 2015, onde Kurosawa ganhou o prémio de melhor realizador. Estreou-se no Japão a 1 de outubro de 2015, no Brasil a 26 de novembro do mesmo ano e em Portugal estreia-se a 14 de abril de 2016.

## Elenco
- Tadanobu Asano como Yusuke
- Eri Fukatsu como Mizuki
- Masao Komatsu como Shimakage
- Yu Aoi como Tomoko
- Akira Emoto como Hoshitani

## Receção
David Rooney do The Hollywood Reporter deu ao filme uma crítica adversa, escrevendo: "Demasiado letárgico, um argumento pouco claro e um melodrama açucarado que mostram que o filme delicado raramente é intrigante como a premissa, ainda que Kurosawa como sempre proporcione prender os momentos visuais, com uma forma dominante de construir um ambiente de serenidade." Enquanto, Maggie Lee da Variety disse: "Os antigos fãs dos suspenses psicológicos de Kurosawa talvez desejem mais um visual estranho e misterioso, mas aqueles que aceitaram a mudança consciente do tom e ritmo do cineasta, devem ser tocados gentilmente." Derek Elley do Film Business Asia deu ao filme uma nota 7 de 10, dizendo: "Kurosawa Kiyoshi se recupera com uma comovente e inusitada história de amor entre a vida e a morte."